# Sture Hagberg
Sture Henrik Hagberg, född 19 januari 1924 i Göteborg, död 25 september 1993 i Annedal, Göteborg, var en svensk läkare. Han var far till Henrik Hagberg.
Efter studentexamen 1943 blev Hagberg medicine kandidat 1945, medicine licentiat 1950, medicine doktor i Göteborg 1961 och var docent i barnkirurgi vid Göteborgs universitet från 1962. Han var amanuens vid kemiska institutionen och cellforskningsavdelningen på Karolinska institutet 1946–1947, tjänsteläkare 1949–1950, underläkare vid Umeå lasarett 1950–1951, vid kirurgiska kliniken på Serafimerlasarettet 1951–1954, förste underläkare vid kirurgiska avdelningen på Kronprinsessan Lovisas barnsjukhus 1955–1959, vid kirurgiska kliniken på Karolinska sjukhuset 1960–1962, biträdande överläkare vid Göteborgs barnsjukhus 1962–1970, överläkare där 1970–1972 samt överläkare och chef för barnkirurgiska kliniken vid Östra sjukhuset i Göteborg från 1973. Han författade skrifter i kirurgi och anestesiologi. Sture Hagberg är begravd på Östra kyrkogården i Göteborg.